# Hazas de Cesto
Hazas de Cesto is een gemeente in de Spaanse provincie Cantabrië in de regio Cantabrië met een oppervlakte van 22 km². Hazas de Cesto telt 1.522 inwoners (1 januari 2016).

## Demografische ontwikkeling
Bron: INE; 1857-2011: volkstellingen